# Cratere Béla
Béla è un cratere lunare di 10,07 km situato nella parte nord-orientale della faccia visibile della Luna.